# نرجس ثلاثي الأسدية
النرجس ثلاثي الأسدية نوع نباتي يتبع جنس النرجس من الفصيلة النرجسية. ينمو النبات من بصلة شتوية مبكرة معمرة.

## الموئل والانتشار
يعد النرجس ثلاثي الأسدية متوطنًا في فرنسا وإسبانيا والبرتغال.